# 梶山はる香
梶山 はる香（かじやま はるか、1981年4月19日 - ）は、日本の女性声優。東京都出身。プロダクション・エース所属。

## 略歴
映像テクノアカデミア声優科出身。
以前はマウスプロモーションに所属していた。

## 人物
趣味・特技はカラオケ、手書きPOP作成。
資格は普通自動車免許。

## 出演作品

### アニメ
- タイドライン・ブルー（少年ハオ）
- チョーク・ゾーン（クレオ、魔女）
- スーパー・ロボット・モンキー・チーム・ハイパーフォース GO!
- CODEリョーコ（ユミ）
- トータリー・スパイズ!
- ぼくの孫悟空
- XXXHOLiC（通行人）

### 吹き替え
- LIVE！　ライブ　主役：ケイティ役　（エヴァ・メンデス）
- アザーガイズ　俺たち踊るハイパー刑事！シーラ役（エヴァ・メンデス）
- 新しい人生のはじめかた
- ヒトラー最後の12日間（ライチュ役）
- 10代鬱病患者たち
- 名探偵モンク2
- 宇宙大作戦
- 名探偵モンク3
- シュペーアとヒトラー
- 新Dr.マーク・スローン3
- ダラス（アリソン）
- WITHOUT A TRACE/FBI 失踪者を追え!
- 22世紀ファミリー 〜フィルにおまかせ〜
- ホワイト・オランダー（ニキ）
- キラーズ・コード
- ER緊急救命室
  - シーズンX #1（マシュー〈ブレット・ローア〉）
  - シーズンXI #2（暴れる女〈ジョシー・サッカー〉）
- ザ・フラッド
- モ'・ベター・ブルース
- レイブン 見えちゃってチョー大変!
- 極寒激戦地アルデンヌ 〜西部戦線1944〜
- CSI:ニューヨーク7

### Audible
- 星の王子さま
- らせん
- エス
- タイド
- 楽園
- 光射す海
- 現代百物語
- アルケミスト - 夢を旅した少年
- 青春ブタ野郎はバニーガール先輩の夢を見ない
- ジョゼと虎と魚たち
- 恋した人は、妹の代わりに死んでくれと言った。[4]

### 吹き替え (アニメ)
- ガジェット警部　最後の事件

### 舞台
- ミュージカル
  - 嵐の中の子供たち（カロリー）
  - 青い鳥（健康の幸福、チルチルの弟ジャン）
- アンティゴネ（警備隊長）
- 帆の見える部屋（妻・房子）

### その他
- インド式算数（ナビゲーションCV）
- CR怨み屋本舗（杉河里奈、柳海律子）※パチンコ